# Řád za zásluhy v zemědělství (Gabon)
Řád za zásluhy v zemědělství (francouzsky Ordre du Mérite agricole) je státní vyznamenání Gabonské republiky. Udílen je za zemědělské zásluhy. Velmistrem řádu je úřadující prezident Gabonu.

## Třídy
Řád je udílen ve třech třídách:
- komtur
- důstojník
- rytíř

## Insignie
Řádový odznak má kulatý tvar. Na přední straně je zeleně smaltovaný list propletený v modře smaltovaném kruhu s nápisem MERITE AGRICOLE • GABONAIS. Na zadní straně je státní znak Gabonu.
Stuha je zelená se žlutými pruhy při obou okrajích.